# Annette Messagerová
Annette Messagerová (nepřechýleně Annette Messager; * 30. listopadu 1943, Berck v departmentu Pas-de-Calais) je francouzská výtvarnice, jejíž tvorba zahrnuje různé umělecké techniky včetně fotografie, kresby, instalace, brikoláže. Její umění se snaží podnítit dialog o těle, intimitě, ženskosti.
V roce 2005 získala cenu Zlatého lva na bienále v Benátkách za svou monumentální a polymorfní instalaci s názvem Casino navrženou pro francouzský pavilon. V roce 2016 získala prestižní mezinárodní cenu Praemium Imperiale za celoživotní dílo v kategorii sochařství. Je nositelkou Řádu čestné legie.

## Život
Narodila se v přímořském městě Berck poblíž známého sanatoria. Její otec byl architekt, fotograf a amatérský malíř. V roce 1967 ji vzal na výstavu prací Jeana Dubuffeta a setkání s uměním art brut mělo vliv na její umělecké směřování. V letech 1962–1966 navštěvovala školu výtvarných umění (École des Arts Décoratifs) v Paříži.  Matka přihlásila jednu z fotografií své dcery do soutěže společnosti Kodak. Annette vyhrála uměleckou cestu kolem světa a v letech 1964–1965 cestovala po Asii a USA. Po absolvování školy si vydělávala na živobytí výrobou různých předmětů a jejich prodejem s malým ziskem. Koncem 60. let začala vytvářet sbírky předmětů: plyšové hračky, kusy látky, sítě, vycpané ptáky, výstřižky z tisku, fotografie, texty a fráze, které třídila a klasifikovala. Postupně se tyto „maličkosti“ staly základem, na kterém si vybudovala osobní umělecký projev, v němž se prolíná realita a fantazie. Začala také sbírat úryvky z novinových článků a fotografií, které se staly se základními složkami její rané tvorby. V roce 1969 vystavila své první sochařské instalace a také první rytiny v galerii Luciena Duranda a poté v Musée d'Art moderne de la Ville de Paris. V roce 1971 odložila své sochařské instalace a vytvořila z papíru a lepenky několik objektů souvisejících s dámskými doplňky: boty, prsteny, brýle, hodinky. Její díla pak byla vystavena veřejnosti na skupinové výstavě Vitrines de documentation v galerii Aurora v Ženevě.
V roce 1971 ji galerie Germain pověřila, aby vytvořila dílo Les Pensionnaires, sérii vycpaných ptáčků, zabalených do oblečků z vlny a látky. Byl to historický úspěch, který ji motivoval k tomu, aby zasvětila svůj život umění. Následovala první samostatná výstava v Mnichově v roce 1973 a o rok později v Muzeu moderního umění v Paříži. V roce 1974 se vrátila k tradičnějším formám vystavování a vytvořila malé vyšívané sešity, do kterých si zapisovala slavné aforismy. Její dílo se postupně formovalo a bylo vystavováno po celém světě.
Jejím manželem byl malíř Christian Boltanski, od roku 1981 žili a tvořili ve městě Malakoff na severním okraji Paříže, kde si v bývalé továrně zřídili ateliér společně s dalšími umělci (Sophie Calle).
V letech 1979–1980 byla Annette Messagerová jmenována učitelkou na umělecké škole v Bordeaux. Později vyučovala na École nationale supérieure des beaux-arts v Paříži. Spolupracovala také s inspicienty, scénografy a kostýmními výtvarníky na divadelních projektech.

## Dílo
Smrt a pomíjivá povaha života jsou hlavními zdroji inspirace pro její díla. V jejích výtvorech se tak opakovaně objevují panenky, plyšové figurky, síťky a ochranné moskytiéry, které se zdají být magickými předměty vybranými k zahnání pocitů strachu a úzkosti. Čerpá z imaginace čarodějnic, chimér a příběhů vypůjčených z dětství a fantazie, ale také z populárních obrazů: televizních seriálů, fotografických románů, komiksů. Inspiruje se také velkými umělci, jako jsou Francisco de Goya, James Ensor nebo Chaïm Soutine, kteří mají stejně jako ona groteskní vizi lidského osudu. Černý humor je charakteristickým rysem výtvarného projevu Annette Messagerové.
Snaží se o to prostřednictvím satiry a karikatury, využívá obrazy a materiály každodenního života. Typické pro její ranou tvorbu jsou série. Začínala s drobnými výtvory: sbírkovými alby, plyšovými ptáčky zabalenými do vlněných látek, vyšívanými vzkazy atd. V letech 1972–1974 vytvořila téměř šedesát sbírkových alb, složených z krátkých textů, fotografií, poznámek a různých předmětů, pečlivě shromážděných a roztříděných. Sbírky alb jsou uspořádány podle různých témat, jako je sentimentální život, setkání nebo domácí život, a v závislosti na případu se více podobají rejstříku deníku, albu fotografií nebo knize receptů. Příkladem jsou alba s názvem Muži, které mám ráda, muži, které nemám ráda, Můj ilustrovaný život nebo Moje kuchařka. Nepatří mezi aktivní feministky, ale ve svých dílech se zabývá ženskou psychologií, postavením žen ve společnosti. Chce osvobodit ženy od rolí, které jim přidělili muži, trh a společnost. Její kolekce alb tak popisuje všechny stereotypy spojené s rolí žen ve společnosti. Její dílo Moje sbírka přísloví (1974) je sbírka předpojatých představ o ženách, které umělkyně vyšívá ručně, což je technika připisovaná ženám.
Používala fotografii a zejména fotografické detailní záběry, často v kombinaci s malbou. Hlavním námětem se pro ni stává tělo. Dobrovolné mučení (1972) ukazuje různá muka, která ženy způsobují svým tělům, aby splnily standard krásy, zatímco Některá díla, například série Děti s pruhovanýma očima (1971–1972), v níž roztomilým malým dětem na fotografiích překrývá oči škrábanci nebo Moje žárlivosti (1972), vyvolala ostrou kritiku.

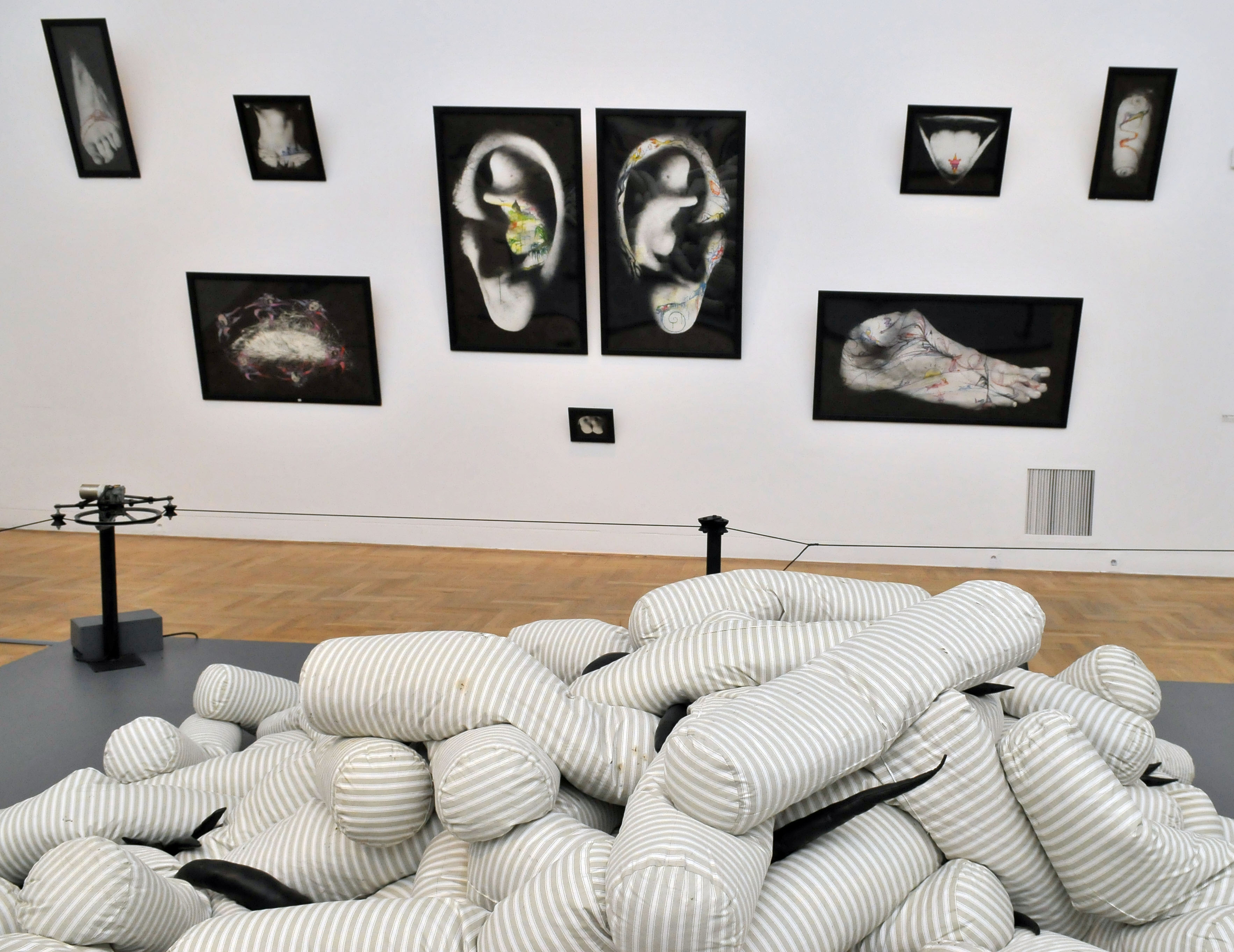
instalace Faire Parade na výstavě ve Varšavě (2010)

Konec dvacátého století znamenal zásadní obrat Annette Messagerové směrem k sochařskému a instalačnímu umění. Díla, často vyrobená z vlny, síťoviny, provazů a dalších každodenních materiálů, se uplatňují ve větších prostorech a instalacích, jako jsou Chimères (1982–1984), Mes trophées (1986–1988), Mes ouvrages (1987–1988) a Mes vœux (1988-1989). Od roku 1988 začala ve svých dílech používat plyšové hračky a panenky zakoupené na trzích. Téma ženy je i nadále nosným tématem její tvorby: umělkyně přebírá postavu čarodějnice.
V souvislosti s obecným neklidem ve společnosti se její dílo stalo temnější a násilnější. Vyráběla znepokojivé loutky v morbidních scénách, balila předměty do černého hliníku a dávala jim ohořelý vzhled. Dramatická instalace Les Piques (1992–1993) zkoumá temné stránky historie lidstva, období teroru tím, že bez rozdílu mísí oběti a popravčí, realitu a fikci, divadlo a aktuální události. Individuální tělo se tak střetává kolektivní historickou zkušeností. Instalace Messengers zahrnuje sérii fotografií a ručně pletená zvířata v kostýmech připomínajících hračky.  Například hlavy některých zvířat byly nahrazeny hlavami jiných vycpaných zvířat, aby odrážely způsoby, jak se lidé maskují nebo přeměňují svou identitu pomocí kostýmů.
Méně známá část její tvorby zahrnuje kresby akrylem nebo tuší. Roku 2016 vytvořila sérii kreseb inspirovanou tiskovými fotografiemi hnutí Femen. Další série s názvem Tête-à-tête (2021) ve stylu asijských tušových kreseb představuje 76 tragikomických variací lebek uspořádaných do šachovnicového vzoru na stěně.

## Ocenění a vyznamenání

### Vyznamenání
- Řád čestné legie (2022, 2013, 2004)
- Národní řád za zásluhy
- Řád umění a literatury

### Cena
- 2005: Zlatý lev na 51. bienále v Benátkách za dílo Casino
- 13. září 2016: Praemium Imperiale

## Výstavy (výběr)
- Museum of Contemporary Art Australia (MCA), 2014, retrospektiva
- Musée d'art Mori, Tokio, 2008
- Centre Pompidou, Paříž, 2007, retrospektiva
- Benátské bienále, 2005
- MoMA v New Yorku. 1995, retrospektiva
- Musée de Grenoble, 1989, retrospektiva
- Musée d'art moderne de la ville de Paris, 1974
- Städtische Galerie, Mnichov, 1973